# قرار مجلس الأمن التابع للأمم المتحدة رقم 148
قرار مجلس الأمن التابع للأمم المتحدة رقم 148، الذي اعتمد بالإجماع في 23 أغسطس 1960، بعد النظر في طلب جمهورية النيجر للانضمام إلى عضوية الأمم المتحدة، أوصى المجلس الجمعية العامة بقبول جمهورية النيجر.